# Клетка Фарадея

Принцип работы клетки Фарадея

Кле́тка Фараде́я — устройство, изобретённое английским физиком и химиком Майклом Фарадеем в 1836 году для экранирования аппаратуры от внешних электромагнитных полей. Обычно представляет собой клетку, выполненную из хорошо токопроводящего материала.
Принцип работы клетки Фарадея очень простой — при попадании замкнутой электропроводящей оболочки в электрическое поле свободные электроны оболочки начинают двигаться под воздействием этого поля. В результате противоположные стороны клетки приобретают заряды, поле которых компенсирует внешнее поле.
Клетка Фарадея защищает только от электрического поля. Статическое магнитное поле будет проникать внутрь. Изменяющееся электрическое поле создаёт изменяющееся магнитное, которое, в свою очередь, порождает изменяющееся электрическое. Поэтому если с помощью клетки Фарадея блокируется изменяющееся электрическое поле, то изменяющееся магнитное поле генерироваться также не будет.

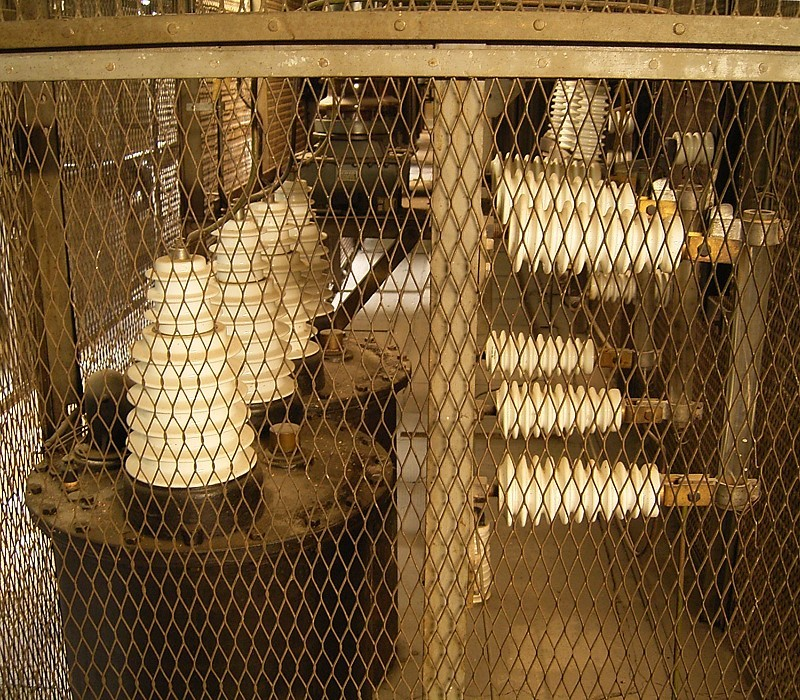
Высоковольтный трансформатор, помещённый в клетку Фарадея

Однако в области высоких частот действие такого экрана основано на отражении электромагнитных волн от поверхности экрана и затухании высокочастотной энергии в его толще вследствие тепловых потерь на вихревые токи.

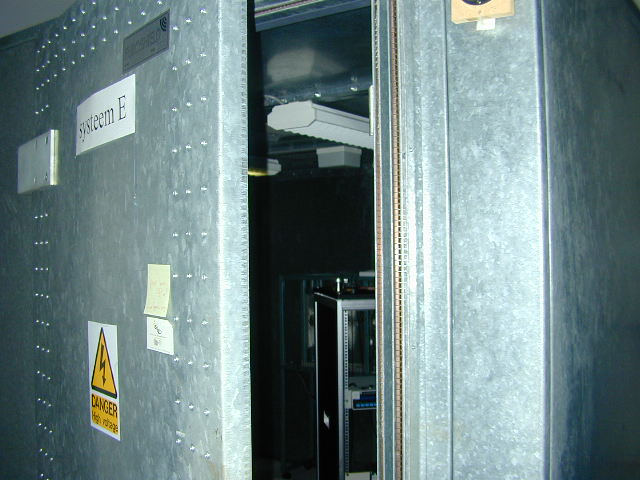
Вход в комнату Фарадея

Способность клетки Фарадея экранировать электромагнитное излучение определяется:
1. толщиной материала, из которого она изготовлена;
2. глубиной скин-эффекта;
3. соотношением размеров проёмов в ней с длиной волны внешнего излучения.

Для экранировки кабеля необходимо создать клетку Фарадея с хорошо проводящей поверхностью по всей длине экранируемых проводников. Для того чтобы клетка Фарадея эффективно работала, размер ячейки сетки должен быть значительно меньше длины волны излучения, защиту от которого требуется обеспечить.